# Liman, Ukrajina
Liman (ukrajinsko Лиман, latinizirano: Lyman), med letoma 1925 in 2016 Krasni Liman (Красний Лиман, Krasnyj Lyman), je mesto v Donecki oblasti na vzhodu Ukrajine.

## Zgodovina
Na območju mesta so bile odkrite neolitske kamnite skulpture iz 4. in 3. stoletja pred našim štetjem. Mesto se v pisnih virih prvič omenja v sredini 17. stoletja. Ob upravni reformi, ki jo je leta 1708 izvedel car Peter I., je Liman pripadel Azovski guberniji. Sovjetska oblast je leta 1925 imenu kraja dodala pridevnik Krasni (»Rdeči Liman«). Leta 1938 sta bila vas in novejše industrijsko naselje združena in dobila status mesta.
Med drugo svetovno vojno je bilo mesto pod nemško okupacijo od 7. julija 1942 do 31. januarja 1943.
Aprila 2014 so med vojno v Donbasu mesto zavzeli proruski separatisti Donecke ljudske republike. 3.–5. junija je Ukrajina znova prevzela nadzor nad mestom.
Po sprejetju niza zakonov o dekomunizaciji leta 2015 je bil Krasni Liman eno od naselij, ki so morala spremeniti ime. Mestni svet je na prvem glasovanju podprl ohranitev dotedanjega imena, saj naj bi »krasni« lahko pomenilo tudi »lepi«. Ker Ukrajinski inštitut za narodni spomin izida glasovanja ni priznal za veljavnega, so glasovanje ponovili in izglasovali vrnitev starega imena Liman. Sprememba je stopila v veljavo 18. februarja 2016.
Med rusko invazijo na Ukrajino leta 2022 so ruske sile 27. maja po bitki zavzele Liman. Po 10. septembru je ukrajinska vojska v okviru harkovske protiofenzive začela napredovati proti Limanu in ga po ruskem umiku osvobodila 1. oktobra 2022. Le nekaj ur pred osvoboditivjo je Vladimir Putin razglasil, da je Rusija mesto anektirala.
Po osvoboditvi je Rusija Liman redno obstreljevala in ga večinoma uničila. Večina prebivalstva je pobegnila.

## Prebivalstvo
Ob popisu leta 2001 je v mestu živelo 27 575 ljudi, od tega:
- 84,4 % Ukrajincev
- 13,8 % Rusov
- 0,6 % Belorusov